# Chaumont-le-Bourg
Chaumont-le-Bourg är en kommun i departementet Puy-de-Dôme i regionen Auvergne-Rhône-Alpes i centrala Frankrike. Kommunen ligger i kantonen Arlanc som tillhör arrondissementet Ambert. År 2022 hade Chaumont-le-Bourg 233 invånare.

## Befolkningsutveckling
Antalet invånare i kommunen Chaumont-le-Bourg
| Referens: INSEE |